# Kathleen Atkinson
Ne pas confondre avec Juliette Atkinson, sa sœur aînée également joueuse de tennis.
Kathleen Gill Atkinson (née le 5 novembre 1875 - décédée le 30 avril 1957 à Maplewood, New Jersey) est une joueuse de tennis américaine de la fin du XIXe siècle et début du XXe siècle.
Avec sa sœur aînée, Juliette, elle a remporté l'US Women's National Championship en double dames en 1897 et 1898.

## Palmarès (partiel)

### Titres en double dames
| No | Date       | Nom et lieu du tournoi                 | Catégorie | Surface      | Partenaire        | Finalistes                           | Score                   |          |
| -- | ---------- | -------------------------------------- | --------- | ------------ | ----------------- | ------------------------------------ | ----------------------- | -------- |
| 1  | 15/06/1897 | US National Championships Philadelphie | G. Chelem | Gazon (ext.) | Juliette Atkinson | Mrs. Frank Edwards Elizabeth Rastall | 6-2, 6-1, 6-1           | Parcours |
| 2  | 14/06/1898 | US National Championships Philadelphie | G. Chelem | Gazon (ext.) | Juliette Atkinson | Carrie Neely Marie Wimer             | 6-1, 2-6, 4-6, 6-1, 6-2 | Parcours |

## Parcours en Grand Chelem (partiel)
Si l’expression « Grand Chelem » désigne classiquement les quatre tournois les plus importants de l’histoire du tennis, elle n'est utilisée pour la première fois qu'en 1933, et n'acquiert la plénitude de son sens que peu à peu à partir des années 1950.

### En simple dames
| Année | - | - | Championnat de France | Championnat de France | Wimbledon | Wimbledon | US National   | US National      |
| ----- | - | - | --------------------- | --------------------- | --------- | --------- | ------------- | ---------------- |
| 1895  | - | - | -                     | -                     | -         | -         | 1/2 finale    | J. Atkinson      |
| 1896  | - | - | -                     | -                     | -         | -         | 1/4 de finale | Gertrude Kimball |
| 1897  | - | - | -                     | -                     | -         | -         | 1/2 finale    | J. Atkinson      |
| 1898  | - | - | -                     | -                     | -         | -         | 1/4 de finale | Marion Jones     |

À droite du résultat, l’ultime adversaire.

### En double dames
| Année | - | - | Championnat de France | Championnat de France | Wimbledon | Wimbledon | US National               | US National              |
| ----- | - | - | --------------------- | --------------------- | --------- | --------- | ------------------------- | ------------------------ |
| 1895  | - | - | -                     | -                     | -         | -         | 1/4 de finale Grace Booth | E. Bankston B. Townsend  |
| 1896  | - | - | -                     | -                     | -         | -         | 1/2 finale Grace Booth    | A. Wistar Amy Williams   |
| 1897  | - | - | -                     | -                     | -         | -         | Victoire J. Atkinson      | Mrs. Edwards E. Rastall  |
| 1898  | - | - | -                     | -                     | -         | -         | Victoire J. Atkinson      | Carrie Neely Marie Wimer |

Sous le résultat, la partenaire ; à droite, l’ultime équipe adverse.